# PSNR
La Proporción Máxima de Señal a Ruido o PSNR (del inglés Peak Signal-to-Noise Ratio) es un término utilizado en ingeniería para definir la relación entre la máxima energía posible de una señal y el ruido que afecta a su representación fidedigna. Debido a que muchas señales tienen un gran rango dinámico, el PSNR se expresa generalmente en escala logarítmica, utilizando como unidad el decibelio.
El uso más habitual del PSNR es como medida cuantitativa de la calidad de la reconstrucción en el ámbito de la compresión de imágenes. Para definirla se hace indispensable la formulación del error cuadrático medio, que para dos imágenes monocromas I y K de tamaño M×N se define como:
{\displaystyle {\mathit {MSE}}={\frac {1}{MN}}\sum _{i=0}^{M-1}\sum _{j=0}^{N-1}||I(i,j)-K(i,j)||^{2}}
Así, el PSNR se define como:
{\displaystyle {\mathit {PSNR}}=10\cdot \log _{10}\left({\frac {{\mathit {MAX}}_{I}^{2}}{\mathit {MSE}}}\right)=20\cdot \log _{10}\left({\frac {{\mathit {MAX}}_{I}}{\sqrt {\mathit {MSE}}}}\right)\,,}
donde MAXI denota el máximo valor que puede tomar un píxel en la imagen. Cuando éstos se representan usando B bits por muestra, {\displaystyle MAX_{I}=2^{B}-1}.
Para una imagen en formato RGB, la definición del PSNR es la misma, pero el MSE se calcula como la media aritmética de los MSEs de los tres colores (R, G y B).
Los valores típicos que adopta este parámetro están entre 30 y 50 dB, siendo mayor cuanto mejor es la codificación. El comité MPEG emplea un valor umbral informal de 0,5 dB en el incremento del PSNR para decidir si se incluye una determinada mejora en un algoritmo de codificación, ya que se considera que este aumento del PSNR es apreciable visualmente.